# ZiS B-3
B-3 – radziecki transporter opancerzony skonstruowany w 1939 roku. Nieprodukowany seryjnie.
B-3 został skonstruowany z użyciem wielu podzespołów przejętych z innych sowieckich pojazdów produkowanych pod koniec lat 30. Podwozie pojazdu było oparte na podwoziu samochodu ciężarowego ZiS-22 w układzie 6x4. Tylne mosty zastąpiono gąsienicowym układem jezdnym zapożyczonym z czołgu lekkiego T-40. Szereg drobniejszych podzespołów przejęto z ciężkiego samochodu pancernego BA-11. W przedniej części transportera umieszczono sześciocylindrowy silnik gaźnikowy ZiS-16 o mocy 73 KM (55 kW). Silnik był osłonięty stalowym pancerzem o grubości do 15 mm. Za silnikiem znajdował się przedział załogi. Był on odkryty od góry. W jego przedniej części swoje miejsca miała dwuosobowa załoga, a za nią swoje miejsca miał 10-osobowy desant. B-3 był uzbrojony w pojedynczy wielkokalibrowy karabin maszynowy DSzK kalibru 12,7 osadzony na podstawie słupkowej. Według planów B-3 miał pełnić rolę transportera opancerzonego, a także pojazdu dowodzenia i rozpoznawczego.
Próby prototypu wykazały, że pojazd ma niską prędkość maksymalną. Pomimo słabych wyników podczas prób poligonowych zdecydowano się poddać prototyp próbom w warunkach bojowych podczas wojny zimowej. Nie zachowały się żadne informacje dotyczące bojowego użycia B-3, a on sam ostatecznie nie trafił do produkcji seryjnej i pozostał prototypem.